# Barra do Sambaqui
A Barra do Sambaqui é uma pequena praia localizada na baía norte do município de Florianópolis, estado de Santa Catarina, é  um lugar paradisíaco que divide o Mangue do Ratones e a praia do sambaqui, parcialmente protegido pela Estação Ecológica Carijós.